# شخصی (آلبوم)
شخصی پنجمین آلبوم رسمی فرزاد فرزین، خواننده و ترانه‌سرای ایرانی است که در ۲۱ بهمن ۱۳۹۲ توسط مؤسسه رویال هنر پارس منتشر شد.آهنگسازی کل قطعات بر عهده فرزاد فرزین بوده است . این آلبوم شامل ۱۴ قطعه است. (۱۲ قطعه فارسی و ۲ قطعه انگلیسی)
آلبوم شخصی در جشنواره موسیقی ما در سال ۱۳۹۲ جایزه بهترین آلبوم سال از نگاه مردم را دریافت کرد.

## فهرست قطعه‌ها
| نام ترانه         | ترانه‌سرا               | آهنگساز     | تنظیم                               |
| ----------------- | ---------------------- | ----------- | ----------------------------------- |
| «برگرد»           | حامد رجبی، مسعود محمدی | فرزاد فرزین | مهران خلیلی                         |
| «من و تو»         | حامد رجبی، مسعود محمدی | فرزاد فرزین | مهران خلیلی، محمد شاکر              |
| «لحظه‌ها»          | حامد رجبی، مسعود محمدی | فرزاد فرزین | مهران خلیلی، محمد شاکر              |
| «هدفون»           | حامد رجبی، مسعود محمدی | فرزاد فرزین | مهران خلیلی، محمد شاکر              |
| «قطار»            | زهرا عاملی             | فرزاد فرزین | نوید سپهر                           |
| «ای وای»          | یاحا کاشانی            | فرزاد فرزین | بهروز علیاری                        |
| «با تو میمونم»    | حامد رجبی، مسعود محمدی | فرزاد فرزین | مهران خلیلی، محمد شاکر، مهران عباسی |
| «شخصی»            | روزبه بمانی            | فرزاد فرزین | مهران خلیلی، محمد شاکر              |
| «فکر تو»          | روزبه بمانی            | فرزاد فرزین | مهران عباسی                         |
| «ماه عسل»         | روزبه بمانی            | فرزاد فرزین | مهران خلیلی                         |
| «نرو»             | فرزاد فرزین            | فرزاد فرزین | مهران عباسی                         |
| «صلح جهانی»       | حامد رجبی، مسعود محمدی | فرزاد فرزین | نوید سپهر                           |
| «Today»           | کامران مجرد            | فرزاد فرزین | مهران خلیلی، محمد شاکر              |
| «One more chance» | کامران مجرد            | فرزاد فرزین | مهران خلیلی، محمد شاکر              |